# 泛薩赫勒高速公路
泛萨赫勒高速公路又称跨撒哈拉地区公路，是一条跨国高速公路，改善了萨赫勒地区在西部的西非塞内加尔首都达喀尔的公路路线和东部地区的乍得首都恩贾梅纳。高速公路又名恩贾梅纳 - 达喀尔公路，是非洲横贯公路网5号公路。
高速公路经过七个国家和五个国家的首都，具有相似的气候环境和文化及贸易关系。它是在西部非洲的两个东西向的跨国公路之一，从内陆运行，大致平行于非洲西部沿海横贯高速公路，约900公里（559英里）的距离。